# ماساکاتسو تاکاگی
ماساکاتسو تاکاگی (انگلیسی: Masakatsu Takagi؛ زادهٔ ۱ ژانویهٔ ۱۹۷۹) موسیقی‌دان، و آهنگساز اهل ژاپن است.